# Surto de E. coli O104:H4 de 2011
| LEGENDA                      | Sem restrições a alimentos ou testes. | Testes a alimentos efectuados. | Restrições à venda/comércio de alimentos. |
| ---------------------------- | ------------------------------------- | ------------------------------ | ----------------------------------------- |
| Sem casos                    |                                       |                                |                                           |
| Casos suspeitos              |                                       |                                |                                           |
| Casos não-nativos conhecidos |                                       |                                |                                           |
| Casos locais conhecidos      |                                       |                                |                                           |
| Mortes                       |                                       |                                |                                           |

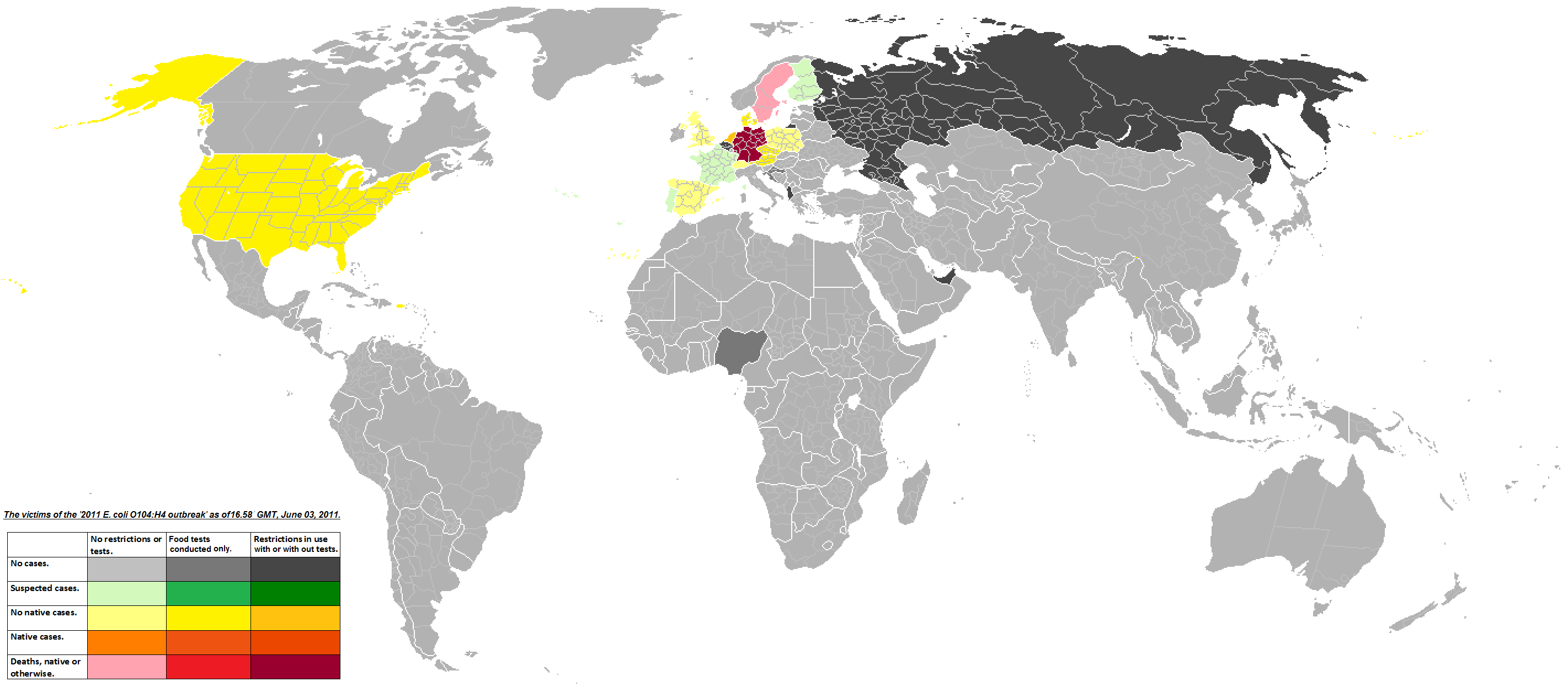
Países afectados pelo surto.

Surto de E. coli O104:H4 de 2011 é um surto decorrente de contaminação bacteriológica com uma estirpe enterohemorrágica de E. coli que começou na Alemanha em 2011.
Embora se suspeitasse que a origem do surto provinha de pepinos oriundos de Espanha, análises bacteriológicas confirmaram que as estirpes encontradas nos pepinos espanhóis não eram enterohemorrágicas.
A Espanha ameaçou por isso processar a Alemanha por danos causados às suas exportações, uma vez que vários países embargaram legumes provenientes de Espanha.
O surto causou até 1 de Junho de 2011, 17 mortes, 16 na Alemanha e 1 na Suécia, a uma pessoa que regressou recentemente de uma viagem à Alemanha.
A estirpe de E. coli envolvida produz toxina Shiga que pode levar ao desenvolvimento da síndrome hemolítico-urémico, que nos caso mais graves leva a diarreias com sangue, falhas nos rins e eventual morte.
O surto da doença foi relatado pela Alemanha em 21 de Maio de 2011 ao Early Warning and Response System, um sistema da União Europeia para doenças transmissíveis, informando de um aumento pouco usual do número de casos de síndrome hemolítico-urémico e diarreias causadas por E. coli. Análises laboratoriais identificaram a estirpe como sendo O104:H4, produtora de Shiga toxina.
No dia 2 de junho, a Rússia proibiu a importação de todas as verduras e legumes frescos de países da União Europeia por causa do surto de infecções. Até essa data, além da Alemanha, outros oito países europeus já registraram os mesmos casos: Áustria, Dinamarca, Holanda, Noruega, Espanha, Suécia, Suíça e Grã-Bretanha.

## Origem
Desde 2 de maio de 2011, as autoridades sanitárias alemãs têm relatado um surto no país de uma doença chamada de síndrome hemolítico-urêmica (SHU). Em 22 de maio, a Alemanha disseram que evidentemente tinham "uma situação incomum", referindo-se ao aumento de casos de contaminação pela bactérica Escherichia coli (E. coli) após a primeira morte por ela no país, em 21 de maio. Essa bactéria é comum na Alemanha, infectando uma média de oitocentas a mil e duzentas pessoas por ano, porém com casos menos graves.

Em 26 de maio, as mesmas autoridades anunciaram que pepinos da Espanha foram identificados como uma fonte do surto de E. coli na Alemanha. Em 27 de maio, oficiais alemães emitiram um alerta a países vizinhos para que retirassem pepinos orgânicos da Espanha de circulação para evitar o aumento no número de casos. Em 1 de junho, a Comissão Europeia suspendeu o alerta de contaminação de pepinos dado pela Alemanha. O Ministério da Saúde da Espanha defendeu que essa notícia deve ser desfeita o quanto antes para evitar prejuízos ao setor de produção desses alimentos no país. Em 2 de junho, a Espanha, defendendo que a acusação alemã aos pepinos orgânicos do país havia sido equivocada, exigiu um ressarcimento pelos danos causados pela emissão do alerta por parte da Alemanha.

## Países afetados
A tabela abaixo mostra o número de pessoas infectadas em todos os países afetados até 20 de junho de 2011, segundo dados da Organização Mundial de Saúde.
| País           | HUS   | HUS    | EHEC/STEC | EHEC/STEC |
| -------------- | ----- | ------ | --------- | --------- |
| País           | Casos | Mortes | Casos     | Mortes    |
| Alemanha       | 3.935 | 32     | 3.078     | 16        |
| Áustria        | 1     | 0      | 3         | 0         |
| Canadá         | 0     | 0      | 1         | 0         |
| Dinamarca      | 9     | 0      | 12        | 0         |
| Chéquia        | 0     | 0      | 1         | 0         |
| França         | 0     | 0      | 2         | 0         |
| Grécia         | 0     | 0      | 1         | 0         |
| Luxemburgo     | 1     | 0      | 1         | 0         |
| Países Baixos  | 4     | 0      | 4         | 0         |
| Noruega        | 0     | 0      | 1         | 0         |
| Polónia        | 2     | 0      | 1         | 0         |
| Espanha        | 1     | 0      | 1         | 0         |
| Suécia         | 18    | 1      | 30        | 0         |
| Suíça          | 0     | 0      | 5         | 0         |
| Reino Unido    | 3     | 0      | 3         | 0         |
| Estados Unidos | 3     | 0      | 2         | 0         |
| Total          | 852   | 28     | 2752      | 12        |

### Alemanha

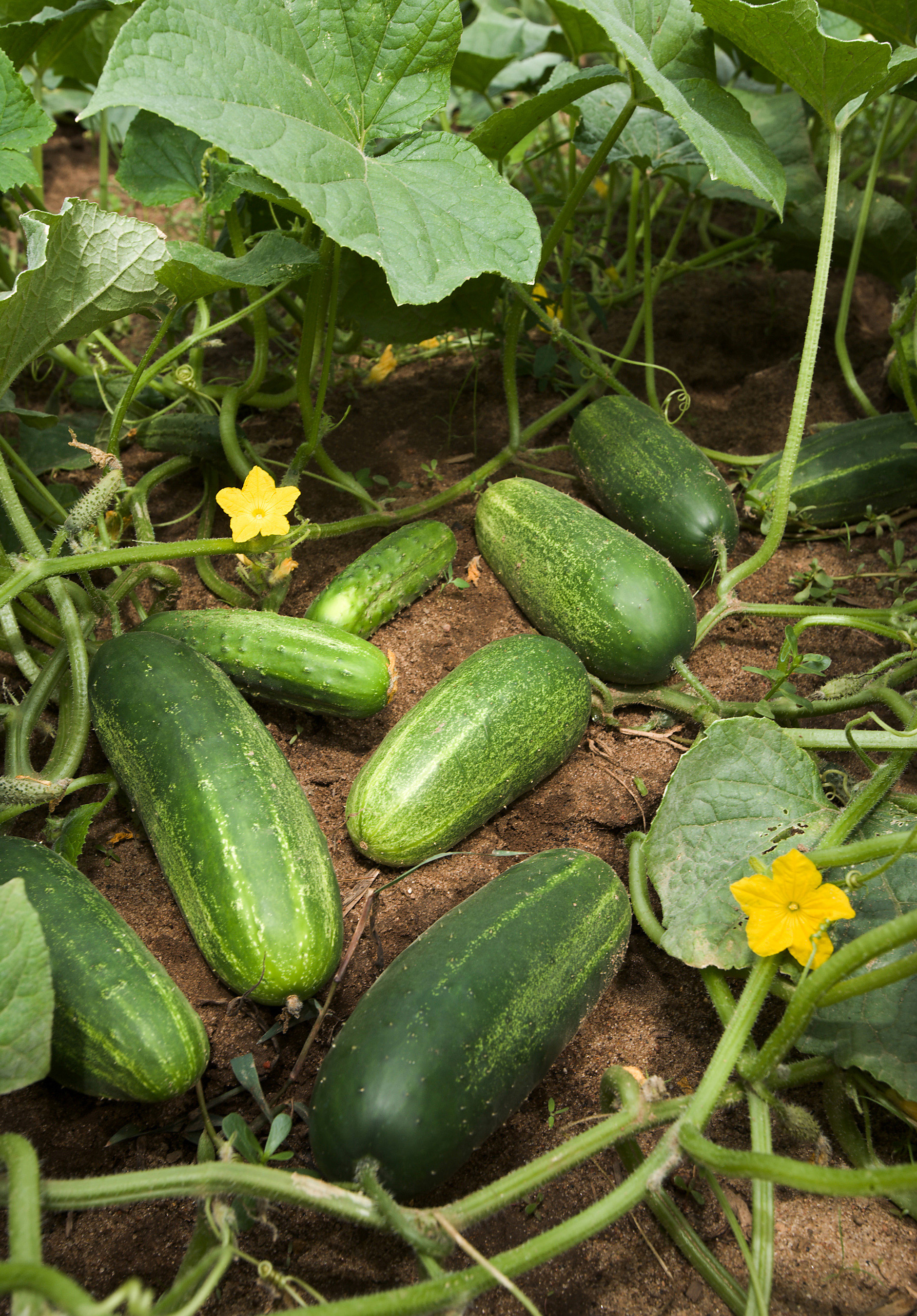
Pepinos provenientes de Espanha foram a primeira fonte de contaminação suspeita apontada pelas autoridades alemãs.

A Alemanha é o país mais afetado pelo surto da doença. Até agora, dezoito pessoas morreram e há pelo menos 1.700 casos confirmados, 520 deles sofrem de síndrome hemolítico-urêmica, que pode levar à insuficiência renal. Foi relatado em 26 de maio que, segundo as autoridades da saúde alemã, quatro pepinos, três da espanha e outro de origem desconhecida, de uma loja em Hamburgo foram encontrados contaminados pela bactéria. Nesse dia, as autoridades alemãs começaram a retirar os pepinos das lojas.

De acordo com a revista alemã Stern, em 1 de junho , o senador da saúde Cornelia Prufer-Storcks rejeitou as críticas por seus avisos sobre os pepinos, disse que, agora, a Espanha deve indenizar os prejuízos de milhões dos agricultores.
Em 30 de maio, as autoridades de saúde alemãs convocaram uma reunião sobre o surto da doença, relatada por seus oficiais como a maior já registrada da Alemanha. Doze das vítimas foram mulheres, com exceção de uma, todas as mortes ocorreram no norte do país. Os médicos alemães estão tentando controlar a doença através do remédio Eculizumab.

### Espanha
A única pessoa infectada na Espanha foi um homem de quarenta anos que viajou recentemente para a Alemanha, país em que o surto é mais grave. Um atleta espanhol que esteve na Alemanha em 22 de maio de 2011 para realizar a Maratona de Hamburgo também foi infectado, ele começou a apresentar sintomas durante a corrida e depois de terminar a maratona, deu entrada num hospital de Hamburgo. Ele declarou que não havia comido pepinos durante a viagem, mas outros vegetais e frutas crus.

### Estados Unidos
Oficiais da União Europeia disseram, em 1 de junho, que três casos foram relatados nos Estados Unidos, acrescentanto que a maioria das infecções reportadas fora da Alemanha eram de pessoas com nacionalidade alemã ou pessoas que haviam viajado para o país.

### Dinamarca
Oficiais da Dinamarca disseram que, a partir de 30 de maio de 2011, 14 casos haviam sido confirmados e pelo menos mais 26 pessoas seriam suspeitas de estarem infectadas com a bactéria. Sete desses já haviam sofrido com insuficiência renal, sintoma que ocorre em fases tardias da infecção.

Foi relatado que, em 30 de maio de 2011, a Administração de Veterinária e Alimentação da Dinamarca começou a verificar os pepinos a fim de detectar alguma contaminação com a E. coli. A Dinamarca desaconselhou o consumo de alimentos suspeitos, entre eles o pepino.

### Suécia
À data de 2 de junho de 2011, há 46 casos registados na Suécia de pessoas infetadas pela chamada doença Ehec, todas elas depois de terem estado na Alemanha.
O Instituto de Proteção de Doenças Contagiosas (Smittskyddsinstitutet) pensa que o número de contagiados vai aumentar, e aponta que cerca de 15 pacientes estão em estado de gravidade, enquanto os outros apresentam formas menos preocupantes.

A mulher sueca que morreu no hospital de Borås, tinha estado na Alemanha, onde provavelmente tinha comido legumes. Depois de regressar à Suécia, ela esteve hospitalizada no Hospital de Södra Älvsborg - em Borås – desde 29 de maio.

### Portugal
No dia 2 de junho de 2011, A Direcção-Geral de Saúde relata a existência de três casos suspeitos de infecção de pessoas recentemente regressadas da Alemanha. Duas delas entretanto tiveram alta tendo análises laboratoriais dado resultado negativo. Até ao dia 3 de junho, o Instituto Ricardo Jorge ainda não confirmou se a estirpe da E. coli presente no terceiro doente corresponde à O104:H4.

## Consequências nas trocas comerciais
As autoridades alemãs inicialmente apontaram como fonte provável de contaminação pepinos importados de Espanha ou outros vegetais não cozinhados, como alface ou tomate. Como consequência vários países impuseram restrições nas importações de vegetais vindos da União Europeia, particularmente Espanha. A Rússia impõs um embargo a todos os vegetais vindos da União Europeia, tendo o primeiro-ministro russo, Vladimir Putin indicado que ele não seria levantado enquanto não fosse descoberta a origem do surto.
Após a análise de pepinos espanhóis os ter ilibado como fonte de contaminação, Espanha indicou a intenção de pedir indeminização à União Europeia pelos prejuízos causados. Portugal seguirá o exemplo de Espanha, uma vez que o Ministro da Agricultura, António Serrano, relatou prejuízos na ordem dos 2 milhões de euros resultante da diminuição do consumo.